# Fort-Liberté
Fort-Liberté, in creolo haitiano Fòlibète, è un comune di Haiti, capoluogo dell'arrondissement omonimo e del dipartimento del Nord-Est.
Si tratta di una delle città più antiche del paese ed è situata presso il confine con la Repubblica Dominicana.